# Artic Blue
Artic Blue è un film del 1993 diretto da Peter Masterson e interpretato da Rutger Hauer e Dylan Walsh.

## Trama
Eric lavora come responsabile dei problemi ecologici e ambientali per la compagnia petrolifera "Polar" e si occupa di controllare l'efficienza delle tubature degli impianti petroliferi che attraversano la natura.
Durante il suo giro di routine con la moglie Anne Marie si imbatte in un lupo imprigionato in una tagliola piazzata di recente da alcuni bracconieri. 
Eric si mette così alla loro ricerca trovandoli in prossimità del fiume, sono tre e non sembrano per nulla intimoriti da una minaccia di denuncia.
I tre bracconieri, Ben, Lemalle e Mitchell allontanatisi da Eric si imbattono in un altro trio di cacciatori con i quali dalle parole si passa ai fatti e uno rimane ucciso.
Senza troppe preoccupazioni, i tre ritornano in città e si recano all'emporio nel quale Ben deve far riparare gli stivali.
Più tardi Eric riceve una chiamata d'emergenza, si reca sul posto accompagnato dallo sceriffo Sam Wilder e trova i cadaveri dei tre cacciatori imbattutisi nel trio di Ben.
Lo sceriffo notando i colpi di fucile sparati e le impronte dello stivale rotto di Ben Corbett (si trovava all'emporio quando li ha consegnati), intuisce il suo coinvolgimento e chiede, quindi, aiuto a Eric per procedere al suo arresto.
Ben viene arrestato, ma in città giunge suo fratello Bob, il quale scoperto l'arresto si reca immediatamente ad avvertire il resto della banda.
Ora è una corsa contro il tempo, Ben va portato via prima del loro arrivo e lo sceriffo, non sapendo che altro fare, si rivolge a Eric per poter utilizzare il suo aereo. Sfortunatamente, mentre attendono che faccia giorno, il criminale sabota la radio e alla prima distrazione uccide lo sceriffo in una colluttazione.
A questo punto solo Eric può consegnare il criminale a Fairbanks, per questo motivo lo fa salire sul suo aereo e parte senza esitazione. Durante il volo, però, accade l'irreparabile: Ben spegne di colpo i motori e spezza la chiave di accensione; l'aereo deve fare un atterraggio di fortuna sulle montagne innevate. Ben ed Eric sono salvi ma l'aereo è distrutto.
Per giorni i due vagano tra il freddo, la fatica, la fame e il pericolo ignorando che i soccorsi non arriveranno mai, poiché il candidato Leo Meyerling, al quale la preoccupata Anne Marie aveva chiesto aiuto, si finge Eric dicendo che è tutto a posto, per paura che l'ecologo denunciasse una perdita dalle tubature.
Dopo un lungo peregrinare tra i ghiacci, i due riescono a tornare al "Caldaio del Diavolo". Eric è solo, nessuno è disposto ad aiutarlo e presto gli uomini di Ben arriveranno per tentare di liberarlo.
Solo la moglie, sopraggiunta, collabora con lui pianificando un trasferimento alla vecchia miniera dove arriverà un elicottero da Fairbanks per caricare il prigioniero.
Uno alla volta gli amici di Ben vengono neutralizzati, ma proprio Leo ripresentatosi si dimostrerà essere il problema più grave. Nella colluttazione che segue Ben Corbett viene ferito a un fianco dal fucile di Leo e si arrende a Eric in maniera definitiva, facendosi caricare sull'elicottero.
Sull'elicottero Ben dà a intendere che non accetterà di vivere in prigione per sempre e proprio grazie all'avventura passata insieme Eric capisce cosa Ben intenda, e chiede pertanto al pilota di scendere nei pressi del fiume in mezzo al nulla e di far scendere il prigioniero.
Non è detto che con la ferita riportata si possa salvare, ma nel suo ambiente naturale Ben Corbett avrà molte più possibilità di sopravvivere.

## Personaggi
Eric Desmond - È il protagonista di questa avventura, un uomo ligio e semplice che cerca di far bene il suo lavoro. Innamorato della moglie Anne Marie, coraggioso e in grado di caversela anche in situazioni estreme.
Anne Marie Gauvin - È la moglie di Eric. Giornalista di Los Angeles disposta a rinunciare ai propri sogni per la felicità del suo uomo. È tutt'altro che passiva e in grado di cavarsela nel migliore dei modi anche quando la situazione si fa complicata.
Ben Corbett - È bracconiere da una vita, così come lo erano i suoi avi. È un criminale lucido e intelligente in grado di trovare soluzioni in ogni circostanza.
Mitchell - Bracconiere amico di Ben, uomo di indole tranquilla. È un ottimo intagliatore.
Lemalle - Bracconiere amico di Ben, violento e imprevedibile. Commette nefandezze disprezzate persino dal suo capo.
Bob Corbett - Fratello di Ben, prende le redini della sua banda quando viene arrestato.
Leo Meyerling - Candidato a sindaco, persona molto logorroica e sleale, disposto a sacrificare una persona per il proprio interesse personale.
Sam Wilder - Sceriffo locale non più giovane, tuttavia intenzionato a far valere la Legge.
Earl Kenai - Gestore dell'emporio, di chiare origini inuit. Interessato ai facili guadagni non disdegna la possibilità di vendere qualcuno per ottenere denaro.
Arthur Neff - Cugino e aiutante dello sceriffo, timoroso e incapace di agire.

## Ambientazione
Alaska - Caldaio del Diavolo - È una piccola località popolata da avventurieri, minatori e bracconieri, isolata e immersa in un contesto naturalistico meraviglioso, fatto di foreste e vette innevate ancora incontaminate, di natura selvaggia e di libertà.